# 丽棘蜥
丽棘蜥（学名：Acanthosaura lepidogaster）为鬣蜥科棘蜥属的爬行动物，俗名七步跳、丽眦蜥。分布于越南、柬埔寨、泰国以及中国大陆的云南、广东、福建、贵州、海南、广西、江西等地，主要生活于400-1200米山区林下以及活动于路旁、溪边、灌丛下及林下落叶处。其生存的海拔范围为400至1200米。该物种的模式产地在越南。

## 保护
本种于2023年被收录入《有重要生态、科学、社会价值的陆生野生动物名录》。